# Bandera de Aga Buriatia
La bandera de Aga Buriatia es una bandera tricolor vertical de color azul, amarillo y blanco. La bandera está cargada con un símbolo Soyombo parcial amarillo en el extremo superior de la banda azul. El Soyombo es un símbolo cultural del pueblo mongol y también está presente en las banderas de Mongolia y Buriatia.
La bandera fue diseñada por el artista buriato Bato Dampilon. Fue adoptada el 6 de julio de 2001. Las proporciones son 2:3.